# Pentalogía del clérigo
La pentalogía del clérigo es una pentalogía de literatura fantástica escrita por R. A. Salvatore, publicada en el año 1999. Publicado en castellano por Timun Mas en 2007. Es la historia del joven clérigo Cadderly Bonnaduce y sus amigos. El autor es un consagrado escritor sobre los Reinos Olvidados y otros temas.